# Eugène-Casimir Chirouse

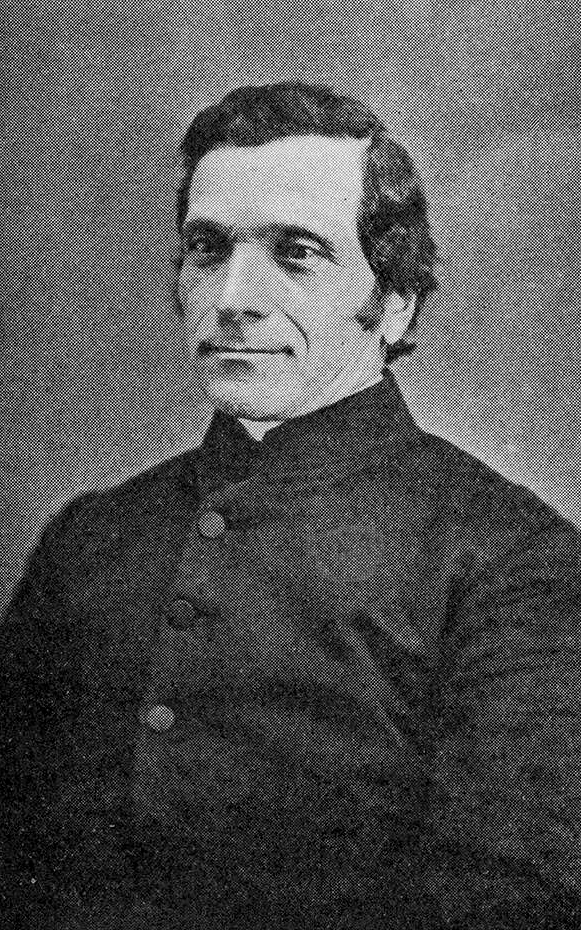
Eugène-Casimir Chirouse im Ordensornat

Eugène-Casimir Chirouse (* 15. Juni 1854 in Hostun, Bourg-de-Péage; † 3. Februar 1927 in Vancouver) war ein römisch-katholischer Priester vom Orden der Oblaten in Kanada. Sein Fall führte dazu, dass die Jurisprudenz Kanadas, die den Häuptlingen ab 1873 das Recht auf harte körperliche Strafen eingeräumt hatte, diesem 1892 ein Ende setzte. Schon 1876 war dieses Recht ausschließlich auf Rechtsverstöße begrenzt worden, so dass auf diese Weise Sünden nicht mehr geahndet werden durften. Missionare wie Chirouse hatten die Ahndung von „Sünden“, in seinem Falle des Geschlechtsverkehrs, durch Auspeitschen, zwei Jahrzehnte lang mit staatlicher Duldung praktizieren lassen.

## Bis zum Eintritt bei den Oblaten, Priester
Nach dem Besuch des Oblatenjuniorats in Notre-Dame de Lumières trat Eugène, wie er getauft worden war, am 28. Juli 1873 unter dem Namen Eugène-Casimir Chirouse sein Noviziat als Oblate in Notre-Dame-de-l’Osier an. Seine Profess legte er am 29. Juli des folgenden Jahres ab. Am 7. Juni 1879 wurde er zum Priester geweiht und nach British Columbia gesandt, wo sein Onkel Eugène-Casimir Chirouse als Missionar arbeitete. Im Oktober 1879 erreichte er New Westminster zusammen mit dem Oblaten Jean-Marie-Raphaël Le Jeune.

## Missionarstätigkeit in Westminster (1879–1892), Verhaftung
Chirouse verbrachte den folgenden Winter in der dortigen St Charles's mission, wechselte dann aber zur St Mary’s mission (ebenfalls in Westminster), wo er bis 1927 beschäftigt war. Dreimal jährlich suchte er die First Nations (Indianer) an der Westküste auf. Die nördlichsten von ihnen lebten im Bute Inlet, aber auch um Lillooet. Auch nahm er an den religiösen Versammlungen teil, die die Oblaten veranstalteten und bei denen sich bis zu 1.200 Indianer einfanden – dies geschah aus Anlass der Beisetzung von Chirouses gleichnamigem Onkel in St Mary’s im Juni 1892.
Zwei Monate zuvor war Eugène Chirouse noch verhaftet worden: Er war von der Fountain Band in LaFontaine gefragt worden, wie Lucy Curry und ein junger Mann bestraft werden sollten, die beim Geschlechtsverkehr „ertappt“ worden waren. Chirouse hatte 15 Peitschenhiebe empfohlen, die Ausführung der Strafmaßnahme allerdings dem Stammesrat überlassen. Das Paar hatte sich trotz dieser harten Strafe nicht abhalten lassen und war am 19. März erneut mit 15 Peitschenhieben bestraft worden.
Zehn Tage später wurden Häuptling Kilapoutkue und zwei weitere Mitglieder der Fountain-Indianer sowie Chirouse wegen schwerer Körperverletzung angeklagt. Der Friedensrichter in Lillooet, John Martley, verwies das Verfahren an die nächsthöhere Instanz. Richter Clement Francis Cornwall verurteilte Chirouse am 3. Mai 1892 wegen Körperverletzung zu einem Jahr Gefängnis. Der Häuptling erhielt sechs Monate, seine beiden Räte je zwei.
Bischof Paul Durieu wandte sich jedoch an Governor General Lord Stanley, der alle vier Urteile kassierte. 1873 hatte der Oberrichter (Chief Justice) Matthew Baillie Begbie die Rechte der Häuptlinge auf Körperstrafen anerkannt, und die Friedensrichter sollten nur bei Exzessen einschreiten. 1876 hatte Begbie präzisiert, dass dieses Verfahren nicht bei Sünden, sondern nur bei Rechtsbrüchen anzuwenden sei.
Offenbar war Chirouses brutales Vorgehen im Rahmen des „Systems Durieu“ zu sehen, das mittels harter Strafen die Mission vorantreiben wollte. Die Verurteilung gilt – obwohl das Urteil nicht vollstreckt wurde – als Ende dieses Systems, das von staatlichen Einrichtungen nicht länger hingenommen wurde.

## Schuldirektor (1893–1927)

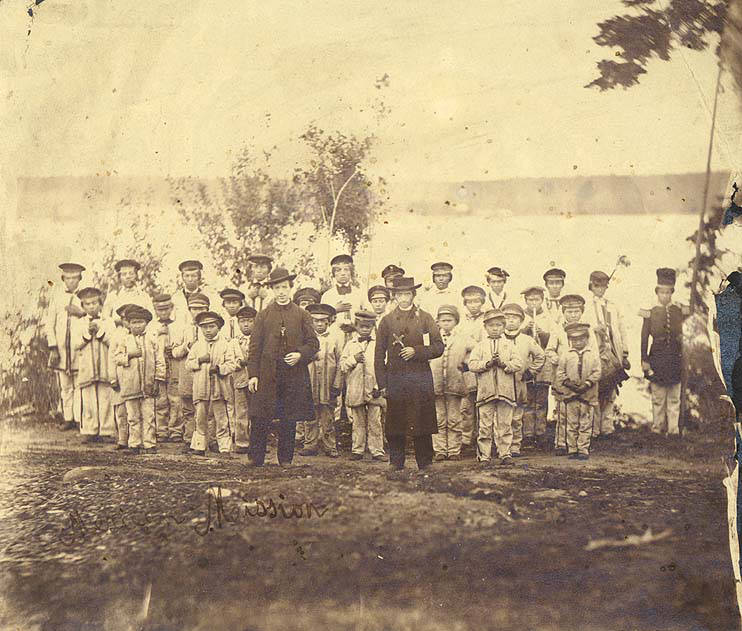
Catholic Indian School, Tulalip Mission in der Tulalip Indian Reservation, zu sehen sind Father Chirouse mit seinen Schülern

Chirouse kehrte nach St Mary’s zurück, wo er als Schuldirektor arbeitete und immer wieder als Superior der Mission. 1893 wurde die Schule mit ihren durchschnittlich 25 Schülern zur Industrial School umgewidmet, die nunmehr vom Staat getragen wurde. In der Folge stieg die Zahl der Schüler auf 62. Der Hauptakzent lag weiterhin darauf, landwirtschaftlichen Unterricht für die Jungen und hauswirtschaftlichen für die Mädchen zu erteilen. Dabei sollten sie von ihren Eltern möglichst weitgehend entfernt gehalten werden.
Chirouse arbeitete in der Schule bis Mitte Januar 1927, als er mit einem Magenkrebsleiden in das St Paul’s Hospital in Vancouver kam. Drei Wochen später verstarb er und wurde auf dem Oblatenfriedhof in Mission begraben.